# David Alward
Pour les articles homonymes, voir Alward.
David Nathan Alward, né le 2 décembre 1959 à Beverly aux États-Unis est un homme politique canadien. Il a été élu premier ministre du Nouveau-Brunswick lors de l'élection générale du 27 septembre 2010. Il est entré en fonction le 12 octobre 2010.
Il est un député de l'Assemblée législative du Nouveau-Brunswick de 1999 à 2015 et il a été chef du Parti progressiste-conservateur du Nouveau-Brunswick, quand son parti a été défait le 22 septembre 2014 lors de la 58e élection générale, et il démissionne du chef du parti le lendemain.

## Biographie
D'origine américaine, David Alward est né Jean Alward et du révérend Ford Alward le 2 décembre 1959 à Beverly, au Massachusetts. Il a obtenu son diplôme à l'école secondaire de Nackawic puis a obtenu un baccalauréat en arts en psychologie au Collège Bryan de Dayton, au Tennessee. Il a également suivi la scolarité de maîtrise en arts en psychologie de l'orientation.
Avant d'entamer sa carrière politique, il a été fonctionnaire, homme d'affaires et éleveur bovin. Son épouse se nomme Rhonda et le couple a deux fils, Jonathan et Benjamin.

## Carrière politique
Il travaille au gouvernement du Canada de 1982 à 1996. Il est ensuite expert-conseil autonome en développement des ressources humaines et en développement communautaire de 1982 à 1996. Il opère aussi un élevage familial de bovins Hereford pure race à Riceville, dans la paroisse de Woodstock, en plus d'exploiter un petit boisé.
David Alward est membre du Parti progressiste-conservateur du Nouveau-Brunswick. Il est élu à la 54e législature pour représenter la circonscription de Woodstock à l'Assemblée législative du Nouveau-Brunswick le 7 juin 1999, lors de la 54e élection générale. Il a présidé le Comité permanent des corporations de la Couronne, en plus de siéger au Comité spécial d’examen des nominations du lieutenant-gouverneur en conseil et du Comité spécial de l’assurance des voitures particulières.
Il est élu à la 55e législature le 9 juin 2003, lors de la 55e élection générale. Il est assermenté au Conseil exécutif le 23 juin de la même année et nommé ministre de l’Agriculture, des Pêches et de l’Aquaculture dans le gouvernement de Bernard Lord.
David Alward est réélu à la 56e législature le 18 septembre 2006, lors de la 56e élection générale.

### Chef du parti
Il est élu chef du Parti progressiste-conservateur du Nouveau-Brunswick le 18 octobre suivant. Il est membre du Comité permanent des corporations de la Couronne, en plus d'être porte-parole en matière d'éducation postsecondaire, à la formation et au travail ainsi qu'à la Commission du travail et de l'emploi et à la Commission de la santé, de la sécurité et de l'indemnisation des accidents au travail

### Premier ministre du Nouveau-Brunswick
Lors de l'élection néo-brunswickoise du 27 septembre 2010, David est élu premier ministre du Nouveau-Brunswick avec 42 sièges et il est réélu de sa circonscription. Il est assermenté le 12 octobre 2010. Il présente son conseil exécutif le même jour et se nomme lui-même ministre des Affaires intergouvernementales.
Quatre ans plus tard, il a été défait lors de l'élection générale du lundi 22 septembre 2014 et il annonce sa démission du chef du parti le lendemain, qui va conserve son poste de député de la nouvelle circonscription Carleton.
Le 24 avril 2015, il est nommé consul général du Canada à Boston et quitte ses fonctions de député le 22 mai.

## Dans la culture
La chanson satirique David Awkward a été écrite par le groupe Les Hôtesses d'Hilaire à son sujet.